# Tim Montgomery
Pour les articles homonymes, voir Montgomery.
Timothy Montgomery (né le 25 janvier 1975 à Gaffney en Caroline du Sud) est un athlète américain, spécialiste du sprint, accusé de dopage en 2002.

## Biographie
Il remporte lors des Championnats du monde 1997 à Athènes sa première médaille internationale en individuel en terminant à la troisième place du 100 m.
Le 14 septembre 2002, Montgomery bat le record du monde du 100 m avec un chrono de 9 s 78 au stade Charléty à Paris. Convaincu de dopage, le record est invalidé.  
Malgré cet exploit, il ne parvint pas à se qualifier pour les Jeux olympiques d'été de 2004 en ne terminant que septième des sélections américaines.

### Dopage
Peu avant les sélections américaines, Tim Montgomery est suspecté par l'USADA (Agence américaine de contrôle antidopage) de prise d'insuline, de stéroïdes (THG) et d'EPO dans le cadre d'un programme « record du monde » initié par Victor Conte, fondateur du laboratoire Balco. Cette suspicion a été récemment étayée par les témoignages de Victor Conte et Kelli White. Sa compagne, Marion Jones, comme beaucoup d'autres athlètes américains, est également citée dans cette affaire. Le procès de Victor Conte pour trafic de stéroïdes suit son cours.
Le 13 décembre 2005, le Tribunal arbitral du sport (TAS) lui a infligé une suspension de deux ans et ordonné l'annulation rétroactive de tous ses résultats depuis le 31 mars 2001. Cette annulation concerne ainsi son record du monde de 2002 à Charléty (en 9 s 78) qui est ainsi effacé des tablettes. Lors de la même session, le TAS inflige la même sanction à l'athlète américaine Chryste Gaines. Le lendemain, Tim Montgomery annonce son retrait de la compétition.

### Trafic d'héroïne
Il a connu par la suite plusieurs déboires judiciaires en ayant été condamné pour fraude bancaire. En mai 2008, il a été inculpé  pour trafic d'héroïne. Montgomery a fourni à un policier infiltré un total de 114 grammes d'héroïne, entre août 2007 et avril 2008. Les quatre transactions ont été filmées. Le 5 juillet 2008, il a plaidé coupable devant le tribunal fédéral de Norfolk. L'ex-athlète risque une peine d'emprisonnement d'au moins cinq ans et une amende pouvant s'élever jusqu'à deux millions de dollars.
Il a été reconnu coupable et condamné à cinq ans de prison.

## Palmarès

### Jeux olympiques d'été
- Jeux olympiques d'été de 1996 à Atlanta ( États-Unis)
  -  Médaille d'argent en relais 4 × 100 m
- Jeux olympiques d'été de 2000 à Sydney ( Australie)
  -  Médaille d'or en relais 4 × 100 m

### Championnats du monde d'athlétisme
- Championnats du monde de 1997 à Athènes ( Grèce)
  -  Médaille de bronze sur 100 m
- Championnats du monde de 1999 à Séville ( Espagne)
  -  Médaille d'or en relais 4 × 100 m

### Championnats du monde d'athlétisme en salle
- Championnats du monde en salle 2001 à Lisbonne ( Portugal)
  -  Médaille d'argent du 60 mètres en 6 s 46[4]